# Бомонт, Люси (актриса)
Люси Бомонт (англ. Lucy Beaumont; 18 мая 1873, Бристоль — 24 апреля 1937, Нью-Йорк, Нью-Йорк) — американская актриса театра и кино, британка по гражданству.

## Биография
Люси Эмили Пинкстоун (настоящее имя актрисы) родилась 18 мая 1873 (или 1869) года в английском городе Бристоль. До 1914 года вместе с мужем переехала в США и прожила там всю оставшуюся жизнь. С 1914 года стала играть на бродвейских подмостках и за 21 год появилась минимум в одиннадцати постановках. В 1919 году состоялся её дебют на киноэкране — малоизвестный вестерн «Сэнди Бёрк из U-Bar-U», но регулярно начала сниматься с 1923 года и за четырнадцать лет сыграла роли в 57 фильмах (четыре из них были короткометражными, а в пяти случаях она не была указана в титрах). Амплуа — матери главных героев и «маленькие старушки» (рост актрисы составлял 152 см) значительно более старшего возраста, чем актриса в реальности, в связи с чем была известна под прозвищем «Мать Голливуда».
Люси Бомонт скончалась 24 апреля 1937 года в Нью-Йорке.

### Личная жизнь
13 мая 1889 года Люси вышла замуж за человека по имени Уильям Альфред Бомонт. В июне 1899 года последовал развод, но новую фамилию актриса сохранила до конца жизни.

В том же 1899 году она вышла замуж второй раз: её избранником стал мужчина по имени Артур Дуглас Вигорс Гаррис. Пара прожила вместе 38 лет до самой смерти актрисы. Детей ни от одного из браков не было. Оба её мужа не были связаны с кинематографом.

## Бродвейские работы
- 1914 — Платье моей леди / My Lady's Dress
- 1915 — Нерождённый / The Unborn
- 1916—1917 — Маленькая леди в голубом / Little Lady in Blue
- 1917—1918 — Восточная сказка[англ.] / Chu Chin Chow — Мабуба
- 1921 — Чемпион / The Champion — Джейн Барроус
- 1921 — Подожди пока мы поженимся / Wait 'Til We're Married — тётя Бетси / тётя Кэрри
- 1922 — Роза Мэчри / Rosa Machree — леди Этель Кэрью
- 1929—1930 — Площадь Беркли[англ.] / Berkeley Square — миссис Бэруик
- 1933 — Джон Фергюсон / John Ferguson — Сара Фергюсон
- 1933—1934 — Озеро / The Lake — мисс Уайт
- 1935 — Епископ ведёт себя плохо / The Bishop Misbehaves — леди Эмили Лайонс

## Избранная фильмография
В титрах указана
- 1923 — Пепел мести[англ.] / Ashes of Vengeance — Шарлотта
- 1923 — Лукреция Ломбард[англ.] / Lucretia Lombard — миссис Уиншип
- 1924 — Последний из Дуэйнов[англ.] / The Last of the Duanes — жена Блэнда
- 1924 — Семейный секрет[англ.] / The Family Secret — мисс Эбигейл Селфридж
- 1925 — Проблема с жёнами[англ.] / The Trouble with Wives — мать Грейс Хайатт
- 1926 — Поток / Torrent — донья Пепа
- 1926 — А вот и тётушка[англ.] / Along Came Auntie — тётя Элвайра (к/м)
- 1927 — Любимый плут[англ.] / The Beloved Rogue — мать Франсуа Вийона
- 1927 — Воскресение[англ.] / Resurrection — тётя Софья
- 1928 — Толпа / The Crowd — мать Мэри
- 1929 — Девушка из шоу[англ.] / The Girl in the Show — Лорна Монтроуз
- 1931 — Вольная душа / A Free Soul — бабушка Эш
- 1931 — Пойманы пьяными[англ.] / Caught Plastered — вдова Матушка Толли, хозяйка аптеки
- 1932 — Три умницы / Three Wise Girls — миссис Барнс, мать Кэсси
- 1932 — Безумное кино / Movie Crazy — миссис Холл
- 1933 — Его двойная жизнь[англ.] / His Double Life — миссис Лик
- 1935 — Приговорённый к жизни / Condemned to Live — мать Молли
- 1935 — Притворство и коварство[англ.] / False Pretenses — мисс Милгрим
- 1936 — Дьявольская кукла / The Devil-Doll — мадам Лавон
- 1937 — Девушка из Салема / Maid of Salem — Ребекка, няня

В титрах не указана
- 1927 — Тринадцатый час[англ.] / The Thirteenth Hour — женщина, задушенная в особняке
- 1931 — Новые приключения богатея Уоллингфорда[англ.] / New Adventures of Get Rich Quick Wallingford — миссис Далримпл, уборщица
- 1932 — Хулиганское поведение[англ.] / Disorderly Conduct — миссис Фэй
- 1932 — Прокурор штата[англ.] / State's Attorney — присяжная